# Tecnecio

Configuración de los niveles de energía del tecnecio.

El tecnecio es el más ligero de los elementos químicos que no cuentan con isótopos estables y el primer elemento sintético que se encuentra en la tabla periódica. Su número atómico es el 43 y su símbolo es Tc. Las propiedades químicas de este metal de transición cristalino de color gris plateado son intermedias a las del renio y las del manganeso. Su isómero nuclear 99mTc, de muy corta vida y emisor de rayos gamma, se usa en medicina nuclear para efectuar una amplia variedad de pruebas diagnósticas. El 99Tc se usa como fuente de partículas beta libre de la emisión de rayos gamma. El anión pertecnetato (TcO4-) se emplea como inhibidor de corrosión anódica para aceros.
Antes de que fuera descubierto, muchas de las propiedades del elemento 43 fueron predichas por Dmitri Mendeleev. Mendeleev reservó un espacio en su tabla periódica para un hipotético elemento que llamó eka - manganeso. En 1937, el isótopo 97Tc se convirtió en el primer elemento producido de forma predominantemente artificial, de ahí su nombre (del griego τεχνητός, que significa «artificial»). La mayoría del tecnecio producido en la Tierra se obtiene como subproducto de la fisión del 235U en los reactores nucleares y se extrae de las varillas de combustible nuclear. Ningún isótopo del tecnecio posee un periodo de semidesintegración mayor de 4.2 millones de años (el caso concreto del 98Tc), así que su detección en gigantes rojas en 1952 ayudó a reforzar la teoría de que en las estrellas pueden generarse elementos pesados. En la Tierra, el tecnecio se encuentra en trazas detectables como producto de la fisión espontánea en minerales de uranio por acción de la captura de neutrones en menas de molibdeno.

## Propiedades físicas y químicas
El tecnecio es un metal radiactivo de  color gris plateado con una apariencia similar al metal platino. Sin embargo, cuando se obtiene generalmente tiene la forma de polvo grisáceo. La estructura cristalina del Tc metal puro a granel es hexagonal y compacta, y las estructuras cristalinas del metal puro nanodisperso son cúbicas. Su posición en la tabla periódica está entre el molibdeno y el rutenio, y como predicen las leyes periódicas, sus propiedades son intermedias a estos dos metales. El tecnecio, al igual que el prometio, es excepcional entre los elementos ligeros, ya que no posee ningún isótopo estable (y, sin embargo, está rodeado por elementos que sí los tienen).
Dada su inestabilidad, el tecnecio es extremadamente escaso en la Tierra. No desempeña ningún papel biológico y, en condiciones normales, no se encuentra en el cuerpo humano. La forma metálica del tecnecio se desluce rápidamente en presencia de aire húmedo.
Sus óxidos son el TcO2 y el Tc2O7. Bajo condiciones oxidantes, el tecnecio (VII) existe en forma de anión pertecnetato, TcO4-. Los estados de oxidación más habituales del tecnecio son 0, +2, +4, +5, +6 y +7. Cuando el tecnecio está pulverizado, arde en presencia de oxígeno. Se disuelve en agua regia, ácido nítrico y en ácido sulfúrico concentrado, pero no en ácido clorhídrico. Posee líneas espectrales características a las siguientes longitudes de onda: 363 nm, 403 nm, 410 nm, 426 nm, 430 nm y 485 nm. Los parámetros de celda unitaria del metal Tc ortorrómbico se informaron cuando el Tc está contaminado con carbono (a = 0.2805(4), b = 0.4958(8), c = 0.4474(5) nm para Tc-C con 1.38 % en peso de C y a = 0.2815(4), b = 0.4963(8), c = 0.4482(5) nm para Tc-C con 1.96 % en peso de C).
La forma metálica es ligeramente paramagnética, es decir, sus dipolos magnéticos se alinean con los campos magnéticos externos, a pesar de que el tecnecio normalmente no es magnético. La estructura cristalina del metal presenta un empaquetamiento hexagonal compacto (empaque hexagonal más cercano de esferas, tipo magnesio). Un cristal aislado de puro tecnecio metálico se convierte en un superconductor de tipo II a una temperatura de 7.46 K; la irregularidad de los cristales y las trazas de impurezas elevan este valor a 11.2 K para el caso de un tecnecio pulverizado de una pureza del 99.9 %. Por debajo de esta temperatura, el tecnecio posee una muy alta profundidad de penetración magnética, la mayor de todos los elementos después del niobio.
El tecnecio es generado en los procesos de fisión nuclear, y se propaga más fácilmente que otros muchos radionúclidos. Es importante la comprensión de su toxicidad en animales y humanos, pero las pruebas experimentales son escasas. Parece tener baja toxicidad química. Su toxicidad radiológica (por unidad de masa) varía en función del compuesto, el tipo de radiación del isótopo en cuestión y su periodo de semidesintegración.  El 99mTc es particularmente atractivo por sus aplicaciones médicas. La máxima radiación que presenta este isótopo es de rayos gamma con la misma longitud de onda que los rayos X empleados para el diagnóstico común, ofreciendo la penetración adecuada  y causando daños mínimos. Todo esto, unido al corto período de semidesintegración de su isómero nuclear metaestable y al relativamente largo período de semidesintegración del isótopo producido 99Tc que permite que sea eliminado del organismo antes de que se desintegre, hace que un escáner nuclear de 99mTc típico suponga una dosis relativamente baja de radiación administrada. (Ver más sobre este tema más abajo)
Todos los isótopos del tecnecio deben manejarse con cuidado. El más común de ellos, el 99Tc, es un débil emisor de partículas beta; este tipo de radiación puede detenerla las paredes del instrumental de cristal del laboratorio. Cuando son detenidas, se emiten rayos X de baja intensidad, pero una separación de unos 30 cm basta para que afecte a nuestro organismo. El riesgo principal cuando se trabaja con tecnecio es la inhalación del polvo; la contaminación radiactiva que esto produce en los pulmones supone un riesgo muy significativo de cáncer. Para la mayoría de trabajos con tecnecio, la manipulación cuidadosa bajo una campana extractora suele ser suficiente; no se requiere el uso de una cámara seca con guantes.

## Aplicaciones

### Medicina nuclear
El 99mTc (la «m» indica que es un isómero nuclear metaestable) es el radioisótopo más utilizado en la práctica diagnóstica, estimándose que el 80 % de los procedimientos de medicina nuclear lo utilizan. Se usa principalmente en procedimientos de diagnóstico de funcionamiento de órganos del cuerpo humano, por ejemplo, como marcador radiactivo que el equipamiento médico puede detectar en el cuerpo humano. Este isótopo se adapta muy bien a su uso, ya que emite rayos gamma fácilmente detectables con una energía de 140 keV, y su período de semidesintegración es de 6.0058 horas (es decir, en 24 horas se desintegran quince dieciseisavos del total para originar 99Tc). El libro Technetium, de Klaus Schwochau, enumera 31 radiofármacos basados en el 99mTc usados en estudios funcionales del cerebro, el miocardio, la glándula tiroidea, los pulmones, el hígado, la vesícula biliar, los riñones, el esqueleto, la sangre y los tumores.
La inmunoescintografía incorpora 99mTc a un anticuerpo monoclonal, una proteína del sistema inmunitario capaz de unirse a células cancerosas. Pocas horas después de la inyección, se detectan los rayos gamma emitidos por el 99mTc con el correspondiente equipo médico; altas concentraciones indican dónde se localiza el tumor. Esta técnica es particularmente útil para detectar tumores difíciles de localizar, como los que afectan al intestino. Estos anticuerpos modificados son comercializados por la empresa alemana Hoechst bajo el nombre de Scintium.
Cuando el 99mTc se combina con un compuesto de estaño, se une a los eritrocitos y puede usarse para localizar desórdenes del sistema circulatorio. Se usa normalmente para detectar hemorragias gastrointestintales. El ion pirofosfato combinado con el 99mTc se adhiere a los depósitos de calcio del músculo cardíaco dañado, algo útil para evaluar el daño producido tras un ataque cardíaco. El coloide de azufre con 99mTc es filtrado por el bazo, haciendo posible la visualización de la estructura de este órgano.
La exposición a la radiación debido al tratamiento diagnóstico con 99mTc puede mantenerse dentro de niveles bajos. Debido al corto período de semidesintegración, su rápida desintegración para originar el 99Tc -mucho menos radiactivo- hace que la dosis total de radiación recibida por el paciente (por unidad de actividad inicial tras la administración) sea relativamente baja. En la forma en la que se administra, generalmente como pertecnetato, ambos isótopos son eliminados rápidamente del organismo en unos pocos días.
El tecnecio empleado en medicina nuclear se suele extraer de los generadores de 99mTc. El 95mTc, con un período de semidesintegración de 61 días, se usa como marcador radiactivo para estudiar la difusión del tecnecio en el ambiente y en sistemas animales y vegetales.

### Uso industrial
El 99Tc se desintegra emitiendo partículas beta de baja energía y sin presencia de rayos gamma. Además, su largo período de semidesintegración conlleva que su emisión decrece muy lentamente con el tiempo. También puede extraerse tecnecio de gran pureza química e isotópica a partir de residuos nucleares.  Por todas estas razones, el 99Tc es un patrón de emisión beta, usado para la calibración de equipos científicos.
Se ha estudiado la posibilidad de emplear el 99Tc en baterías nucleares optoeléctricas.

### Uso químico
Como el renio y el paladio, el tecnecio puede usarse como catalizador. Para algunas reacciones, por ejemplo la deshidrogenación del alcohol isopropílico, supone un catalizador mucho más efectivo que el renio o el paladio. Por supuesto, su radiactividad es el mayor problema a la hora de encontrar aplicaciones seguras.
Bajo ciertas circunstancias, una pequeña concentración (5 × 10-5 mol L-1) del anión pertecnetato en agua puede proteger hierros y aceros al carbono de la corrosión. Por esta razón, el pertecnetato puede emplearse como inhibidor de la corrosión anódica para el acero, pero la radiactividad del tecnecio presenta ciertos problemas a la hora de usarlo para aplicaciones estrictamente químicas como ésta. Aunque (por ejemplo) el anión CrO42- puede también inhibir la corrosión, se requieren concentraciones hasta diez veces mayores. En un experimento, una muestra se mantuvo en una disolución acuosa de pertecnetato durante 20 años y no sufrió corrosión alguna. El mecanismo mediante el cual el anión pertecnetato previene la corrosión no se conoce muy bien, pero parece implicar la formación de una delgada capa superficial. Una teoría mantiene que el pertecnetato reacciona con la superficie del acero formando una capa de dióxido de tecnecio que previene una posterior corrosión; el mismo efecto explica como el hierro en polvo puede utilizarse para eliminar el pertecnetato del agua (el carbón activado también puede usarse para ese fin). El efecto desaparece rápidamente si la concentración de pertecnetato cae por debajo de un mínimo o si se añade una alta concentración de otros iones.
Evidentemente, la naturaleza radiactiva del tecnecio (3 MBq por litro para la concentración requerida) hace este tipo de protección impracticable en casi todas las situaciones. Sin embargo, la protección ante la corrosión usando aniones pertecnetato se ha sugerido (aunque nunca aplicado) para su uso en reactores de agua en ebullición.
En los últimos años de la década de 1970, se efectuó con éxito la electrodeposición del tecnecio sobre varios sustratos, llevada a cabo por Lichtenberger en la Universidad de Virginia como parte de un estudio de investigación sobre el uso de emisiones beta débiles para evitar la degradación biológica de instrumentación marina. Estos estudios fueron frustrados por la baja estabilidad en el agua marina.

## Historia

### La búsqueda del elemento43

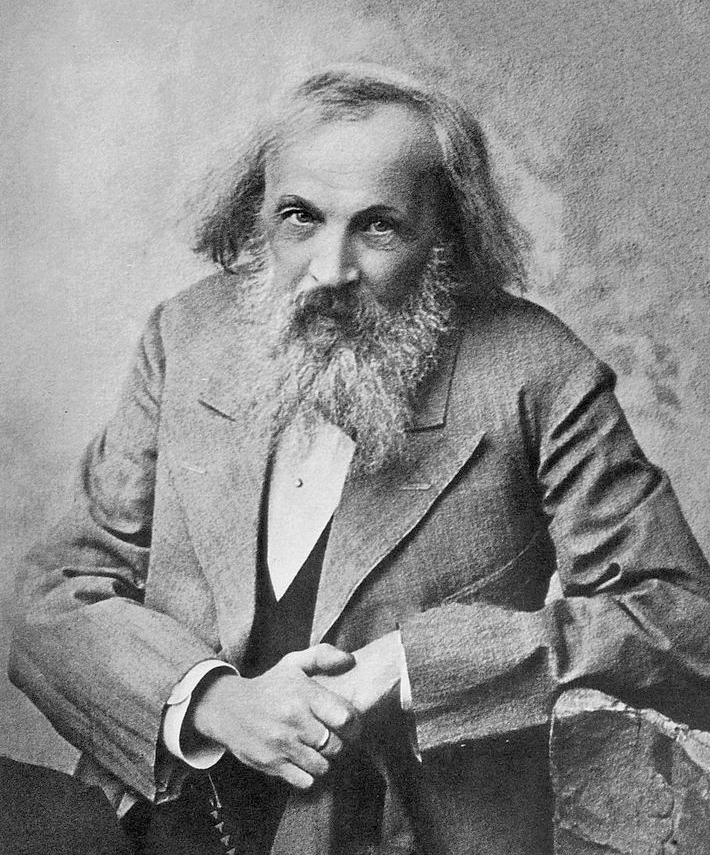
Dmitri Mendeleev predijo las propiedades del tecnecio antes de que fuera descubierto.

Durante muchos años existió un espacio vacante en la tabla periódica entre el molibdeno (elemento 42) y el rutenio (elemento 44). Muchos investigadores de la época estaban ansiosos por ser los primeros en descubrir y poner nombre al elemento 43; su localización en la tabla sugería que debía ser más fácil de descubrir que otros elementos aún no hallados. En 1828, se creyó haber encontrado en menas de platino. Se le dio el nombre de polinio, pero finalmente resultó ser iridio impuro. Más tarde, en 1846 de nuevo se afirmó haber descubierto el elemento que nombraron ilmenio, pero se determinó que era niobio impuro. Ese error fue cometido de nuevo en 1847 cuando se aseguró haber descubierto el llamado pelopio. Dimitri Mendeleev predijo que ese elemento 43 debía ser químicamente similar al manganeso, y lo llamó eka-manganeso.
En 1877, el químico ruso Serge Kern informó del descubrimiento del elemento en un mineral de platino. Kern lo bautizó con el nombre de davyo, en honor al destacado químico inglés Sir Humphry Davy, pero se determinó que en realidad se trataba de una mezcla de iridio, rodio y hierro. Otro candidato, el lucio, fue el siguiente en 1896, pero resultó ser itrio. Más tarde, en 1908 el químico japonés Masataka Ogawa encontró una evidencia en una muestra de un mineral llamado torianita que parecía indicar la presencia del elemento 43. Ogawa le puso el nombre de niponio, en honor de Japón (Nippon en japonés). En el año 2004, H. K. Yoshihara revisó una copia del espectro de rayos X de la muestra de torianita en la que Ogawa encontró el niponio grabada en una placa fotográfica preservada por la familia del químico japonés. El espectro fue reinterpretado e indicaba la presencia del elemento 75 (renio), en lugar del elemento 43.
Los químicos alemanes Otto Berg, Walter Noddack e Ida Tacke (estos dos últimos más tarde se casarían) informaron del descubrimiento de los elementos 75 y 43 en 1925, nombrando a este último con el nombre de masurio (en honor a Masuria, en el este de Prusia, actualmente territorio polaco, la región de donde procedía la familia de Noddack). El grupo de químicos bombardeó muestras de columbita con un haz de electrones y dedujeron la presencia del elemento 43 al examinar espectros de difracción de rayos X. La longitud de onda de los rayos X está relacionada con el número atómico a través de una expresión deducida por Henry Moseley en 1913. El equipo afirmó haber detectado una leve señal de rayos X a la longitud de onda correspondiente al elemento 43. Otros investigadores contemporáneos no han sido capaces de reproducir este experimento y, de hecho, fue considerado como un error durante muchos años.
En 1998, John T. Armstrong del Instituto Nacional de Estándares y Tecnología, efectuó simulaciones informáticas de los experimentos de 1925 y obtuvo resultados muy similares a los conseguidos por el equipo de Noddack, y aseguró que estaban respaldados por el trabajo publicado por David Curtis del Laboratorio Nacional Los Álamos sobre la medida de la abundancia natural del tecnecio. Sin embargo, los resultados experimentales de Noddack nunca han sido reproducidos, y nunca fueron capaces de aislar el elemento 43. La idea de que Noddack podría efectivamente haber obtenido muestras de tecnecio fue propuesta por el físico belga Pieter van Assche. Assche intentó efectuar un análisis a posteriori de los datos de Noddack para demostrar que el límite de detección del método analítico de Noddack podría haber sido del orden de 1000 veces inferior al valor propuesto en sus trabajos (10-9). Estos valores fueron usados por Armstrong para simular el espectro de rayos X original. Armstrong afirmó haber obtenido resultados muy similares al espectro original sin hacer ninguna referencia a dónde fueron publicados los datos originales. De esta forma, ofreció un apoyo convincente a la idea de que Noddack efectivamente identificó la fisión del masurio, basándose en datos espectrales. Sin embargo, Gunter Herrmann, de la Universidad de Maguncia, después de un minucioso estudio demostró que los argumentos de van Assche tuvieron que ser desarrollados ad hoc para adecuarse de manera un tanto forzada a los resultados previamente establecidos. Además, el contenido en 99Tc esperado en una muestra típica de pechblenda (50 % de uranio) es aproximadamente de 10-10 g (kg de mineral)-1 y, puesto que el uranio nunca excedió el 5 % (aproximadamente) en las muestras de columbita de Noddack, la cantidad de elemento 43 no pudo exceder los 3 × 10-11 μg (kg de mineral)-1. Es claro que tan nimia cantidad no pudo ser pesada, ni a partir de ella pudieron obtenerse líneas espectrales de rayos X que pudieran ser claramente distinguidas del ruido. La única forma de detectar su presencia es a partir de medidas de radiactividad, una técnica que Noddack no empleó, pero que sí lo hicieron Segrè y Perrier.

### Descubrimiento oficial e historia posterior

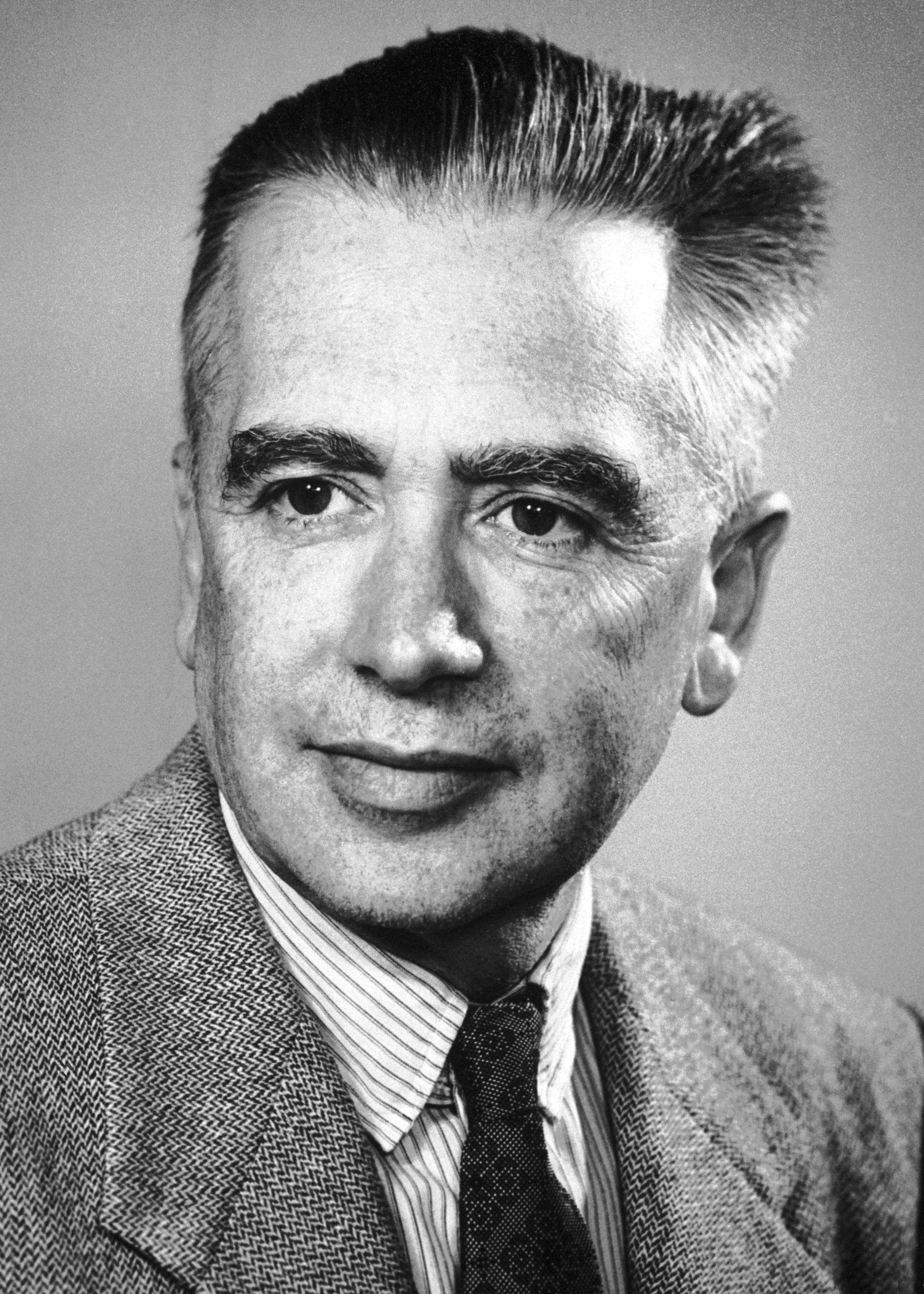
Emilio Segrè fue el codescubridor del tecnecio.

El descubrimiento del elemento 43 fue finalmente confirmado en un experimento en 1937 llevado a cabo en la Universidad de Palermo (Sicilia), por Carlo Perrier y Emilio Segrè. En el verano de 1936, Segrè y su esposa visitaron los Estados Unidos. Primero estuvieron en Nueva York, en la Universidad de Columbia, donde Segrè había pasado el verano anterior, y después en Berkeley en el Laboratorio de Radiación Ernest O. Lawrence. Segrè convenció al inventor del ciclotrón, Lawrence, para que le cediera alguna de las partes descartadas del ciclotrón que se habían vuelto radiactivas. A principios de 1937, Lawrence le envió una hoja de molibdeno que formaba parte del deflector del ciclotrón. Segrè animó a su experimentado colega Perrier a que le ayudara a intentar demostrar mediante química comparativa que la actividad del molibdeno era en realidad causada por un elemento con Z = 43, elemento inexistente en la naturaleza debido a la inestabilidad que presenta por la desintegración nuclear. Con una considerable dificultad, fueron capaces de aislar tres períodos de desintegración distintos (90, 80 y 50 días) que correspondían a los isótopos 95Tc y 97Tc del tecnecio, nombre dado más tarde por Perrier y Segrè al primer elemento químico sintetizado por el ser humano. La Universidad de Palermo oficialmente quiso que el elemento fuera bautizado como panormio, ya que el nombre en latín de Palermo es Panormus. En lugar de ese nombre, los investigadores decidieron nombrar al nuevo elemento usando la palabra griega technètos, que significa «artificial», por ser el primer elemento producido de forma artificial. Segrè volvió a Berkeley e inmediatamente buscó a Glenn T. Seaborg. Allí aislaron el isótopo 99mTc, que ahora se usa en más de 10 millones de procedimientos médicos diagnósticos al año.
En 1952, el astrónomo Paul W. Merrill en California detectó la  señal espectral del tecnecio (en concreto, a las longitudes de 403.1 nm, 423.8 nm, 426.8 nm y 429.7 nm) en la luz emitida por gigantes rojas del tipo S. Estas estrellas masivas cercanas al final de su vida eran ricas en este elemento de vida corta, lo que significaba que las reacciones nucleares que tienen lugar en las estrellas podían generarlo. Esta evidencia fue usada para respaldar la teoría no probada de que en las estrellas se produce la nucleosíntesis de elementos pesados. Más recientemente, dichas observaciones proporcionaron las pruebas de que los elementos eran formados por la captura de neutrones en el proceso-S.
Desde este descubrimiento, se han intentado buscar fuentes naturales de tecnecio en materiales terrestres. En 1962, fue aislado e identificado 99Tc en una muestra de pechblenda procedente del Congo Belga, en muy bajas concentraciones (aproximadamente 0.2 ng kg-1); su presencia era debida a la fisión espontánea del 238U. Este descubrimiento fue hecho por B. T. Kenna y P. K. Kuroda. Hay pruebas de que en el reactor de fisión natural de Oklo se han producido cantidades significativas de 99Tc, que se desintegraron originando 99Ru.

## Abundancia y obtención

### Obtención natural
Puesto que el tecnecio es inestable, solo existen pequeñísimas trazas en la corteza terrestre originadas por la fisión espontánea del uranio. En 1999, David Curtis (ver arriba) estimó que en un kilogramo de uranio está contenido aproximadamente 1 ng (10-9 g) de tecnecio. Se ha encontrado tecnecio de origen extraterrestre en estrellas gigantes rojas (tipos S, M y N) mediante el análisis del espectro de la luz emitida por las mismas.

### Subproducto en residuos de fisión nuclear
En contraste con la escasa abundancia natural, cada año se obtienen grandes cantidades de 99Tc a partir de varillas de combustible nuclear usadas, que contienen varios productos de fisión. La fisión de un gramo del isótopo 235U en los reactores nucleares produce 27 mg de 99Tc, dando un rendimiento total en tecnecio del 6.1 %.  Otros isótopos fisibles también producen rendimientos similares.
Se estima que hasta el año 1994, se habían producido unas 78 toneladas métricas de tecnecio en los reactores nucleares, que son la principal fuente de este elemento en la Tierra. Sin embargo, solo una fracción del total de la producción de tecnecio es usada comercialmente. Desde el año 2005, el 99Tc se encuentra a disposición de aquellos que posean un permiso de la autoridad competente por un precio aproximado de $83 por gramo, más gastos de embalaje.
La fisión nuclear del 235U y del 239Pu deja un rendimiento moderado de tecnecio (99Tc), así que este elemento está presente en los residuos radiactivos de los reactores de fisión, y también es producido tras la detonación de una bomba de fisión. La cantidad de tecnecio producido artificialmente en la naturaleza sobrepasa la cantidad de tecnecio natural en gran medida. Esto se debe a la liberación producida en las pruebas nucleares llevadas a cabo al aire libre, así como en los procesos de tratamiento de residuos nucleares. El 99Tc supone el principal componente de la basura nuclear, en parte debido a su relativamente grande período de semidesintegración. Su desintegración, medida en bequerelios por cantidad de combustible gastado, alcanza valores muy importantes incluso entre 104 y 106 años después de la generación de los residuos nucleares.
Se estima que hasta el año 1994 se han liberado al ambiente unos 250 kg de 99Tc como resultado de la realización de pruebas nucleares. La cantidad de 99Tc liberada por los reactores nucleares hasta 1986 se estima que es del orden de 1600 kg, principalmente en el reprocesamiento del combustible nuclear; la mayor parte fue vertida al mar. En los últimos años, los métodos de reprocesamiento han mejorado para reducir las emisiones, pero desde el año 2005 la principal fuente de liberación de 99Tc a la naturaleza es la planta de Sellafield, que liberó unos 900 kg entre los años 1995 y 1999 al mar de Irlanda. A partir de 2000 se ha regulado la cantidad que se libera al ambiente, limitándola a unos 140 kg al año.
Como resultado del reprocesamiento del combustible nuclear, el tecnecio se ha vertido al mar en numerosos lugares, y algunos mariscos contienen cantidades pequeñas, pero detectables. Por ejemplo, la langosta de Cumbria occidental contiene pequeñas cantidades de este elemento. Las bacterias anaeróbicas del género Clostridium son capaces de reducir el Tc(VII) hasta Tc(IV). Dichas bacterias juegan un importante papel en la reducción del hierro, manganeso y uranio, modificando la solubilidad de estos elementos en los suelos y sedimentos. Su capacidad para reducir el tecnecio puede determinar en gran medida la localización de los residuos industriales.
El largo período de semidesintegración del 99Tc y su capacidad para formar especies aniónicas (junto con el 129I) son dos características importantes a tener en cuenta a la hora del almacenamiento a largo plazo de residuos nucleares de alta radiactividad. Además, muchos de los métodos diseñados para eliminar productos de fisión en corrientes de procesos de plantas de reprocesamiento se basan en eliminar especies catiónicas como el cesio (por ejemplo, el 137Cs) y el estroncio (por ejemplo, el 90Sr). Eliminadas dichas especies catiónicas, el tecnecio puede quedar en la forma de pertecnatio aniónico. Las actuales opciones en el almacenamiento de residuos nucleares se decantan por el enterramiento en roca geológicamente estable. El riesgo principal en el almacenamiento es que los residuos probablemente entren en contacto con el agua, lo que podría provocar la propagación ambiental de la contaminación radiactiva. El pertecnetato aniónico y el yoduro son más difíciles de adsorber sobre las superficies de los minerales y por ello tienen mucha más movilidad.
En comparación, el plutonio, el uranio y el cesio tienen mucha mayor capacidad para unirse a partículas del suelo. Por este motivo, la química ambiental del tecnecio es un área activa de investigación. Un método alternativo para el almacenamiento de residuos, la transmutación, fue llevado a cabo en el CERN para el 99Tc. En este proceso de transmutación, el tecnecio (99Tc como «blanco») es bombardeado con neutrones formando el isótopo 100Tc (período de semidesintegración = 16 s) que sufre una desintegración beta hasta rutenio (100Ru). Un inconveniente de este proceso es la necesidad de tener un tecnecio de muy alta pureza como blanco. Mientras que la presencia de trazas de otros productos de fisión son capaces de aumentar ligeramente la actividad del blanco irradiado, si dichas trazas son de actínidos menores (tales como americio y curio) se dará un proceso de fisión que originará los productos de fisión correspondientes. De esta manera, la presencia de una pequeña cantidad de actínidos menores conduce a un altísimo nivel de radiactividad en el blanco irradiado. La formación de 106Ru (período de semidesintegración: 374 días) a partir de la fisión es capaz de aumentar la actividad del rutenio metálico final, que requerirá después un largo tiempo de enfriamiento tras la irradiación para poder ser usado.
La producción real del 99Tc a partir de combustible nuclear gastado es un proceso largo. Durante el reprocesamiento del combustible, el 99Tc aparece en el líquido residual, que es altamente radiactivo. Después de varios años de almacenamiento, la radiactividad decae hasta un punto en el que la extracción de los isótopos de vida larga, incluyendo el 99Tc, es factible. Se emplean numerosos procesos químicos de extracción para obtener 99Tc metálico de alta pureza.

### Activación neutrónica del molibdeno u otros elementos puros
El isótopo metaestable (el núcleo se encuentra en estado excitado) 99mTc se genera como producto a partir de la fisión del uranio o el plutonio en los reactores nucleares. Ya que está permitido almacenar el combustible nuclear usado durante años antes de ser
reprocesado, todo el 99Mo y el 99mTc habrán decaído cuando dichos productos de fisión sean separados de los otros actínidos en el reprocesamiento nuclear convencional. El rafinato PUREX contendrá una alta concentración de tecnecio en la forma de TcO4-, siendo en su gran parte 99Tc. La inmensa mayoría del 99mTc usado con fines médicos se origina a partir de 99Mo que se crea a partir de la activación neutrónica del 98Mo. El 99Mo posee un período de semidesintegración de 67 horas, y el 99mTc (con un período de semidesintegración de tan solo 6 horas) se origina continuamente a partir de su desintegración. Los hospitales extraen después químicamente el tecnecio de la solución usando un generador de 99mTc.
El generador de tecnecio más común es una columna de alúmina que contiene 98Mo; en la medida que el aluminio posee una sección transversal de captura neutrónica pequeña, es conveniente que una columna de alúmina contenga 98Mo inactivo para ser irradiado con neutrones, dando lugar a una columna de 99Mo radiactivo, para el generador de tecnecio. Trabajando de este modo, no hay necesidad de efectuar complejos procedimientos químicos que podrían requerir separar el molibdeno de la mezcla de productos de fisión. Este método alternativo requiere que un blanco de uranio enriquecido sea irradiado con neutrones para formar 99Mo como producto de fisión que posteriormente es separado.
Existen otros isótopos del tecnecio, pero no se obtienen en cantidades significativas por fisión; cuando se necesitan, se obtienen por irradiación con neutrones de isótopos de la misma familia (por ejemplo, el 97Tc se puede originar irradiando con neutrones el 96Ru).

## Isótopos

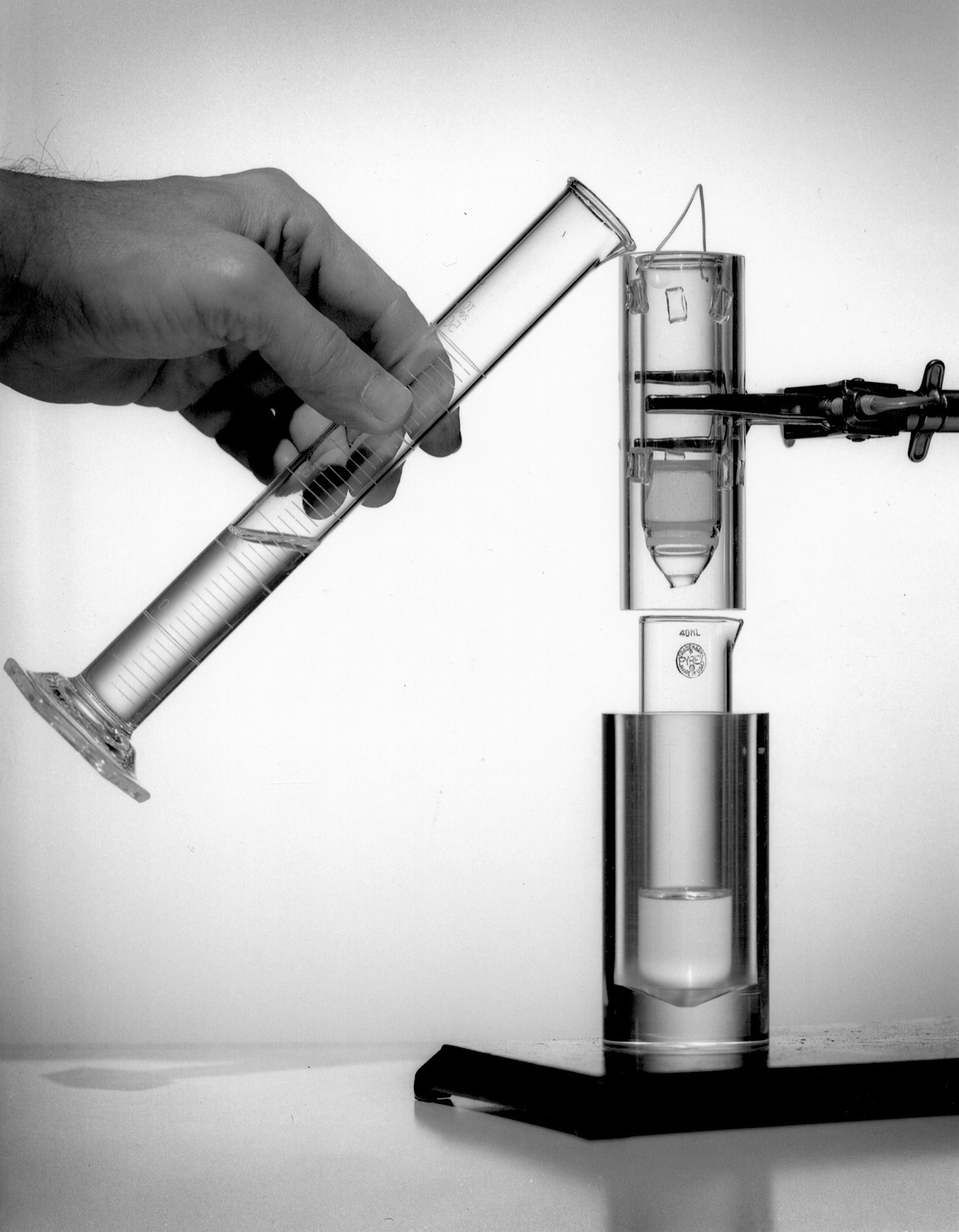
Primer generador de tecnecio-99m, desarrollado en el Brookhaven National Laboratory (ca. 1958)

El tecnecio es uno de los dos elementos, dentro de los 82 primeros, que no posee isótopos estables (de hecho, es elemento con el número atómico más bajo que es exclusivamente radiactivo); el otro elemento es el prometio. Los radioisótopos más estables del tecnecio son el 98Tc (período de semidesintegración: 4.2 millones de años),  el 97Tc (período de semidesintegración: 2.6 millones de años) y el 99Tc (período de semidesintegración: 211 100 años).
Se han caracterizado otros veintidós radioisótopos con masas atómicas que abarcan desde las 87.93 u (88Tc) hasta las 112.93 u (113Tc). La mayoría de sus períodos de semidesintegración son menores a una hora; las excepciones son el 93Tc (período de semidesintegración: 2.75 horas), 94Tc (período de semidesintegración: 4.88 horas), 95Tc (período de semidesintegración: 20 horas) y 96Tc (período de semidesintegración: 4.28 días).
El tecnecio posee también numerosos meta-estados. El 97mTc es el más estable, con un período de semidesintegración de 90.1 días (0.097 eV). Le sigue el 95mTc (período de semidesintegración: 61 días, 0.038 eV), el  99mTc (período de semidesintegración: 6.01 horas, 0.143 eV). El  99mTc solo emite rayos gamma, desintegrándose hasta 99Tc.
Para los isótopos más ligeros que el isótopo  98Tc, el modo primario de desintegración es la captura electrónica, originando molibdeno. Para los isótopos más pesados, el modo primario es la emisión beta, originando rutenio, con la excepción del 100Tc que puede desintegrarse tanto por emisión beta como por captura electrónica.
El  99Tc es el isótopo más común y el más fácil de obtener, ya que es producto mayoritario de la fisión del 235U. Un gramo de 99Tc produce 6.2 × 108 desintegraciones por segundo (esto es 0.62 GBq·g-1).La espectroscopia de resonancia magnética nuclear permite estudiar la estructura y dinámica de procesos de radioelementos en solución y en estado sólido porque el isótopo 99Tc (I = 9/2) es activo en RMN y está disponible a escala de gramos.

### Estabilidad de los isótopos del tecnecio
El tecnecio y el prometio son elementos ligeros poco convencionales, ya que no poseen isótopos estables. El porqué de este hecho es algo complicado. Usando el modelo de la gota líquida para los núcleos atómicos, se puede obtener una fórmula semi-empírica para la energía de enlace de un núcleo. Esta fórmula predice un «valle de estabilidad beta» así como qué núclidos no sufren desintegración beta. Los núclidos que sobrepasan las fronteras del valle tienden a desintegrarse con emisión beta, dirigiéndose hacia el centro del valle (emitiendo un electrón, un positrón, o capturando un electrón). Para un número fijo de nucleones A, las energías de enlace están descritas por una o más parábolas, con el núclido más estable en el fondo. Puede haber más de una parábola porque los isótopos con un número par de protones y un número par de neutrones son más estable que los isótopos con un número impar de neutrones y un número par de protones. Una sola emisión beta transforma, por tanto, un núclido de un tipo en un núclido del otro tipo. Cuando solo hay una parábola, solo puede haber un isótopo estable cuya energía es descrita por la misma. Cuando hay dos parábolas, esto es, cuando el número de nucleones es par, puede ocurrir (raramente) que haya un núcleo estable con un número impar de neutrones y un número impar de protones (aunque esto solo ocurre en cuatro casos). Sin embargo, si esto sucede, no puede haber isótopos estables con un número par de neutrones y un número par de protones.
Para el tecnecio (Z = 43), el valle de estabilidad beta está centrado alrededor de los 98 nucleones. Sin embargo, para cada número de nucleones desde el 95 al 102, ya hay al menos un núclido estable tanto para el molibdeno (Z = 42) como para el rutenio (Z = 44). Para los isótopos con número impar de nucleones, esto inmediatamente impide la posibilidad de un isótopo estable de tecnecio, ya que solo puede haber un núclido estable con un número impar fijo de nucleones. Para los isótopos con un número par de nucleones, puesto que el tecnecio posee un número impar de protones, cualquier isótopo debe tener también un número impar de neutrones. En este caso, la presencia de un núclido estable con el mismo número de nucleones y un número par de protones hace imposible que el núcleo sea estable.

### Trabajos citados
Publicaciones
- The Encyclopedia of the Chemical Elements, edited by Cifford A. Hampel, "Technetium" entry by S. J. Rimshaw (New York; Reinhold Book Corporation; 1968; páginas 689–693) Library of Congress Catalog Card Number: 68–29938
- Nature's Building Blocks: An A-Z Guide to the Elements, by John Emsley (New York; Oxford University Press; 2001; páginas 422–425) ISBN 0-19-850340-7
- The radiochemical Manual, 2nd Ed, edited by B.J. Wilson, 1966.
- «Technetium» (en inglés). Los Alamos National Laboratory, Chemistry Division. Archivado desde el original el 14 de abril de 2008. Consultado el 22 de febrero de 2008.
- «Uses of Technetium» (en inglés). WebElements.com. Consultado el 22 de febrero de 2008.
- «Nuclides / Isotopes» (en inglés). EnvironmentalChemistry.com. Consultado el 22 de abril de 2005 Requiere JavaScript, acceso restringido por navegador.
- van der Krogt, Peter. «Technetium». Elentymolgy and Elements Multidict (en inglés). Consultado el 30 de abril de 2005.
- Holden, Norman E. «History of the Origin of the Chemical Elements and Their Discoverers» (en inglés). Consultado el 30 de abril de 2005.
- Autler, S. H. «Technetium as a Material for AC Superconductivity Applications» (PDF). Proceedings of the 1968 Summer Study on Superconducting Devices and Accelerators (en inglés).
- Dr. Joseph F. Smith. «Technetium heart scan» (en inglés). Medical library. Archivado desde el original el 8 de septiembre de 2002. Consultado el 23 de abril de 2005.
- Harrison, J. D.; et al. (septiembre de 2001). «Gut transfer and doses from environmental technetium». J. Radiol. Prot. 21 (en inglés). Invited Editorial.
- Nies, Kevin A. «Ida Tacke and the warfare behind the discovery of fission» (en inglés). Consultado el 23 de abril de 2005.
- Armstrong, John T. «Technetium» (en inglés). Consultado el 23 de abril de 2005.
- Tagami, Keiko (2003). «Technetium-99 Behaviour in the Terrestrial Environment - Field Observations and Radiotracer Experiments» (PDF). Journal of Nuclear and Radiochemical Sciences, Vol. 4, No.1 (en inglés). pp. A1-A8.
- «Type 2 superconductors» (en inglés). Consultado el 23 de abril de 2005.
- «The CRC Handbook of Chemistry and Physics 85th edition» (en inglés). CRC Press. 2004-2005. Archivado desde el original el 24 de julio de 2017. Consultado el 1 de octubre de 2007.
- K. Yoshihara, "Technetium in the Environment" in "Topics in Current Chemistry: Technetium and Rhenium", vol. 176, K. Yoshihara and T. Omori (eds.), Springer-Verlag, Berlín Heidelberg, 1996.
- Schwochau, Klaus, Technetium, Wiley-VCH (2000), ISBN 3-527-29496-1
- Joseph A. RARD, Malcolm H. RAND, Giorgio ANDEREGG, Hans WANNER, NEA-TDB CHEMICAL THERMODYNAMICS OF TECHNETIUM. 1999. Edited by M.C. Amaia SANDINO and Erik ÖSTHOLS : OECD Nuclear Energy Agency, Data Bank, Issy-les-Moulineaux (France). 566 p.
- Robert GUILLAUMONT, Thomas FANGHÄNEL, Volker NECK, Jean FUGER, Donald A. PALMER, Ingmar GRENTHE. Malcolm H. RAND. UPDATE ON THE CHEMICAL THERMODYNAMICS OF URANIUM, NEPTUNIUM, PLUTONIUM, AMERICIUM AND TECHNETIUM. OECD Nuclear Energy Agency, Data Bank, Issy-les-Moulineaux, France, 2003, 959 p.
- Choppin, Gregory; Liljenzin, Jan-Olov and Rydberg, Jan (2002). Radiochemistry and Nuclear Chemistry 3rd Edition (en inglés) https://web.archive.org/web/20070104172200/http://book.nc.chalmers.se/ |urlarchivo= sin título (ayuda). Archivado desde el original el 4 de enero de 2007. Consultado el 5 de enero de 2007.
- Choppin, Gregory; Liljenzin, Jan-Olov and Rydberg, Jan (2002). «Nuclear Stability» (PDF). Radiochemistry and Nuclear Chemistry 3rd Edition (en inglés). Archivado desde el original el 28 de noviembre de 2015. Consultado el 5 de enero de 2007.

Tabla
- «Technetium». WebElements.com (en inglés)., y «Technetium». EnvironmentalChemistry.com (en inglés).
- «Nuclide Chart». Nudat 2 (en inglés). National Nuclear Data Center, Brookhaven National Laboratory. Archivado desde el original el 28 de abril de 2021. Consultado el 1 de octubre de 2007.
- «Nuclides and Isotopes». Chart of the Nuclides 14th Edition (en inglés). General Electric Company. 1989.